# James Vince
James Vince (nacido el 14 de marzo de 1991) es un jugador de críquet de Inglaterra. En septiembre de 2021, Vince fue nombrado como uno de los tres reservas itinerantes en el equipo de Inglaterra para la Copa Mundial ICC Men's Twenty20 de 2021. Formó parte del equipo de Inglaterra que ganó la Copa Mundial de Críquet One Day International del 2019.

## Trayectoria deportiva
El 8 de mayo de 2015, Vince hizo su debut en One Day International con Inglaterra contra Irlanda. el 26 de noviembre de 2015, hizo su debut en el Twenty20 International contra Pakistán.Vince tiene una demanda popular en varias franquicias para subastarse en muchas ligas Twenty20 en todo el mundo. En julio de 2021, en el tercer partido contra Pakistán, Vince anotó sus primeros cien en el cricket One Day International.